# Ussuraridelus minutus
Ussuraridelus minutus är en stekelart som beskrevs av Vladimir Ivanovich Tobias och Sergey A. Belokobylskij 1981. Ussuraridelus minutus ingår i släktet Ussuraridelus och familjen bracksteklar. Inga underarter finns listade i Catalogue of Life.